# Grace Chang
Grace Chang Ge Lan [張玉芳] (cinese tradizionale: 葛蘭; cinese semplificato: 葛兰; pinyin: Gĕ Lán; Shanghai, 13 giugno 1933) è una cantante e attrice cinese di Hong Kong.

## Biografia e carriera
Nata a Shanghai, si trasferì ad Hong Kong con la famiglia nel 1948.
Scritturata dalla compagnia Cathay (Motion Picture and General Investments Limited), Grace Chang recitò in diversi film di successo, tra i quali It Blossoms Again, The Wild, Wild Rose e Mambo Girl.
L'attrice è apparsa, nei suoi 11 anni di carriera da attrice, in 33 film. La sua ultima apparizione cinematografica è stata nel 1964, sebbene abbia continuato a cantare e prestare la sua voce per successive colonne sonore.

## Filmografia
- Seven Sisters (1953)
- Red Bloom in the Snow (1954)
- Blood-Stained Flowers (1954)
- It Blossoms Again (1954)
- Soldier of Fortune (1955)
- Surprise (1956)
- The ingenious Seduction (1956)
- The Long Lane (1956)
- Over the Rolling Hills (1956)
- The Story of a Fur Coat (1956)
- Mambo Girl (1957)
- Booze, Boobs and Bucks (1957)
- Love and Crime (1957)
- Murder in the Night (1957)
- Torrents of Desire (1958)
- Golden Phoenix (1958)
- Crimes of Passion (1959)
- Spring Song (1959)
- Air Hostess (1959)
- Our Dream Car (1959)
- My Darling Sister (1959)
- The Girl With a Thousand Faces (1960)
- The June Bride (1960)
- Forever Yours (1960)
- The Loving Couple (1960)
- Miss Pony-Tail (1960)
- The Wild, Wild Rose (1960)
- Sun, Moon and Star (1961)
- Sun, Moon and Star Part 2 (1961)
- Because of Her (1963)
- The Magic Lamp (1964)
- A Story of Three Loves Part 1 (1964)
- A Story of Three Loves Part 2 (1964)
- The Hole - Il buco (1998, solo colonna sonora)
- The Wayward Cloud (2005, solo colonna sonora)